# 馬自達Titan
馬自達Titan（日语：マツダ・タイタン）是一款自1971年迄今由日本馬自達汽車公司製造發售的小型和中型平頭式（cab over the engine，駕駛室位於引擎上方，故車頭是平的）卡車。不過自2004年的第五代起改由五十鈴汽車以Elf車款貼牌生產；而衍生車款Titan Dash則於同年起委託位於神奈川縣川崎市的Press工業公司代為生產。

## 概要
第二次世界大戰後百廢待舉，馬自達（當時稱作東洋工業）於1958年4月推出小型四輪貨車Romper，以迎合當時日本對交通運輸的需求。翌年3月再開發更先進的水冷式直列四缸OHV引擎，推出最大馬力46ps、載重能力1公噸的「馬自達D1100」，以及最大馬力60ps、載重能力1.75公噸的「馬自達D1500」。這兩款商用車使得馬自達的市場佔有率大增，1960年代更推出排氣量加大的「D2000」，載貨能力達2公噸，演變至後來1964年上市的「E2000」（也就是馬自達Titan的前身）。1967年1月推出的「E2500」是該公司首輛搭載柴油引擎的車款，載重力同樣為2公噸，但搭載排氣量2,522c.c.的XA型柴油引擎，附有博世VM型分配噴射型幫浦，可輸出最大馬力77ps。
此款卡車歷年的載重量從1.25噸至4.5噸不等，也推出過柴油引擎、CNG（壓縮天然氣）天然氣燃料引擎等版本。原本該款車由馬自達獨力設計開發，並於總部所在地的府中町工廠生產，不過後來因故中止，改由五十鈴汽車以Elf車款OEM代工。
第二代Titan的電視廣告曾採用手塚治虫的漫畫主角原子小金剛作為產品代言人，後輪擋泥板上同樣繪製了此一漫畫人物。

## 歷史

### 第一代（1971年-1980年）

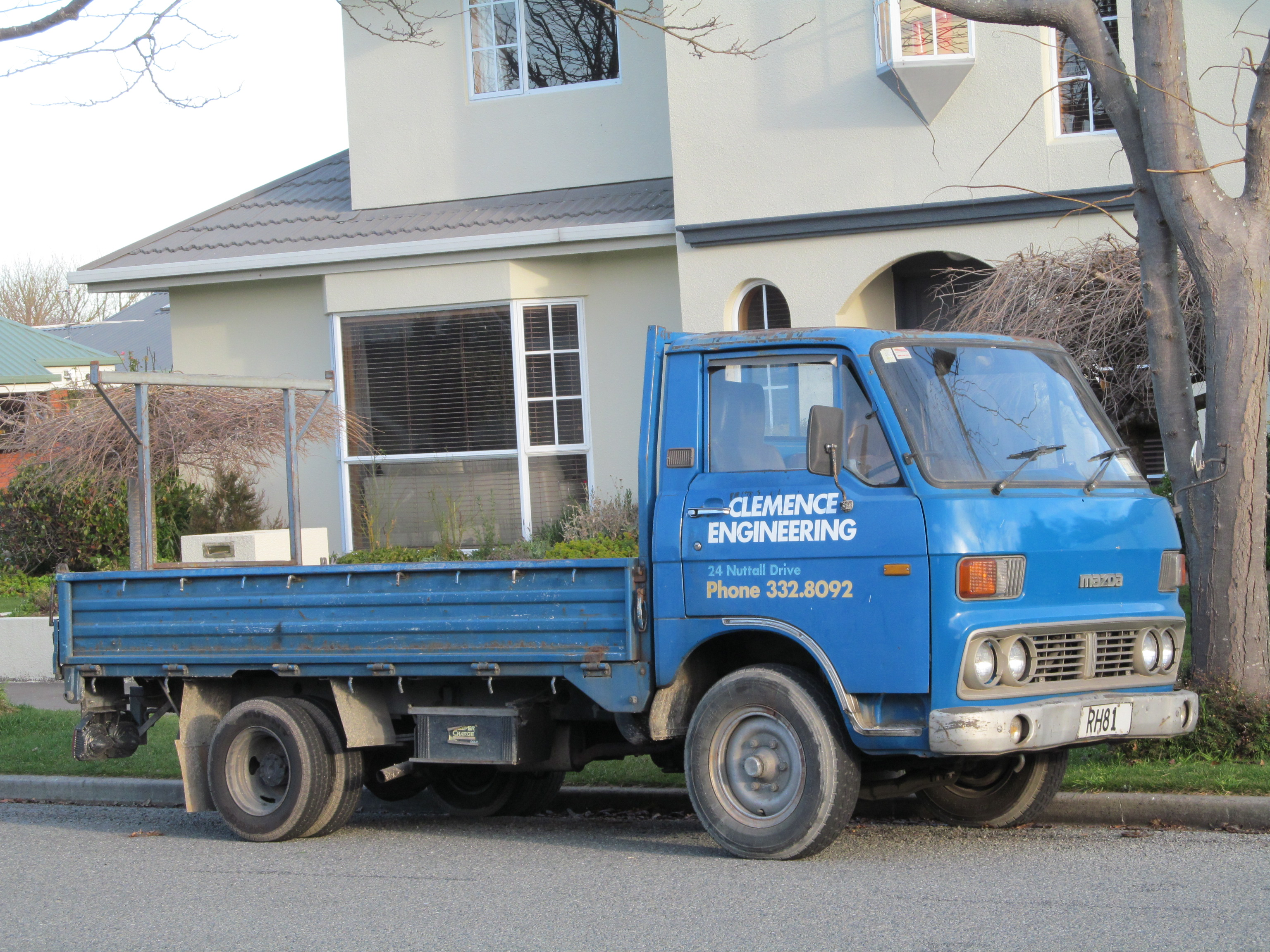
第一代Titan（後期型），攝於紐西蘭

1971年以E2500後繼車款之姿推出，搭載的柴油引擎區分成2.7L XB型、3.0L HA型與4.1L ZB型，而外銷版則稱為馬自達E2700、馬自達E3000和馬自達E4100。另外也有2.0L VA型汽油引擎，海外版稱為馬自達E2000。1977年進行小改款，最大的差別在於車頭進氣壩自中間移往左右二側，並與方向燈組合併，同時頭燈組的方框取消，並將車頭「m」字商標改成「mazda」字樣。電視廣告的主角跟Bongo一樣是當時的演員山城新伍。南韓的起亞汽車曾經在馬自達的授權下以第一代Titan為藍本，在其國內生產製造同樣名為「Titan」的小型卡車。

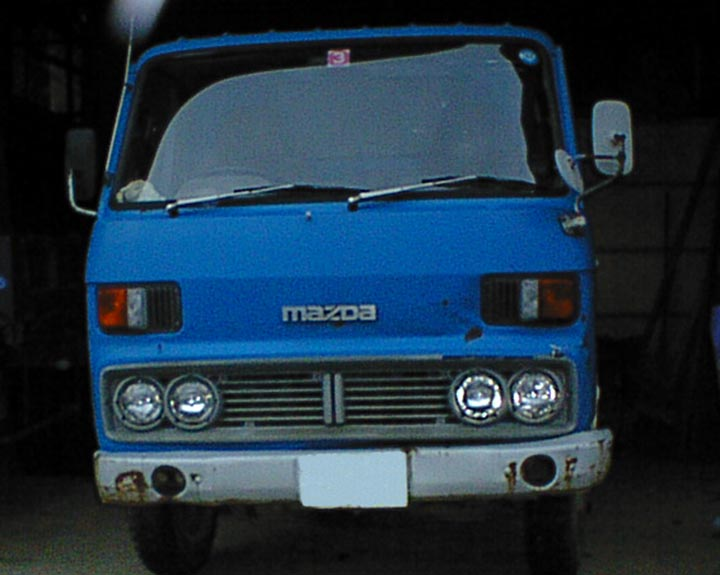
後期型車頭
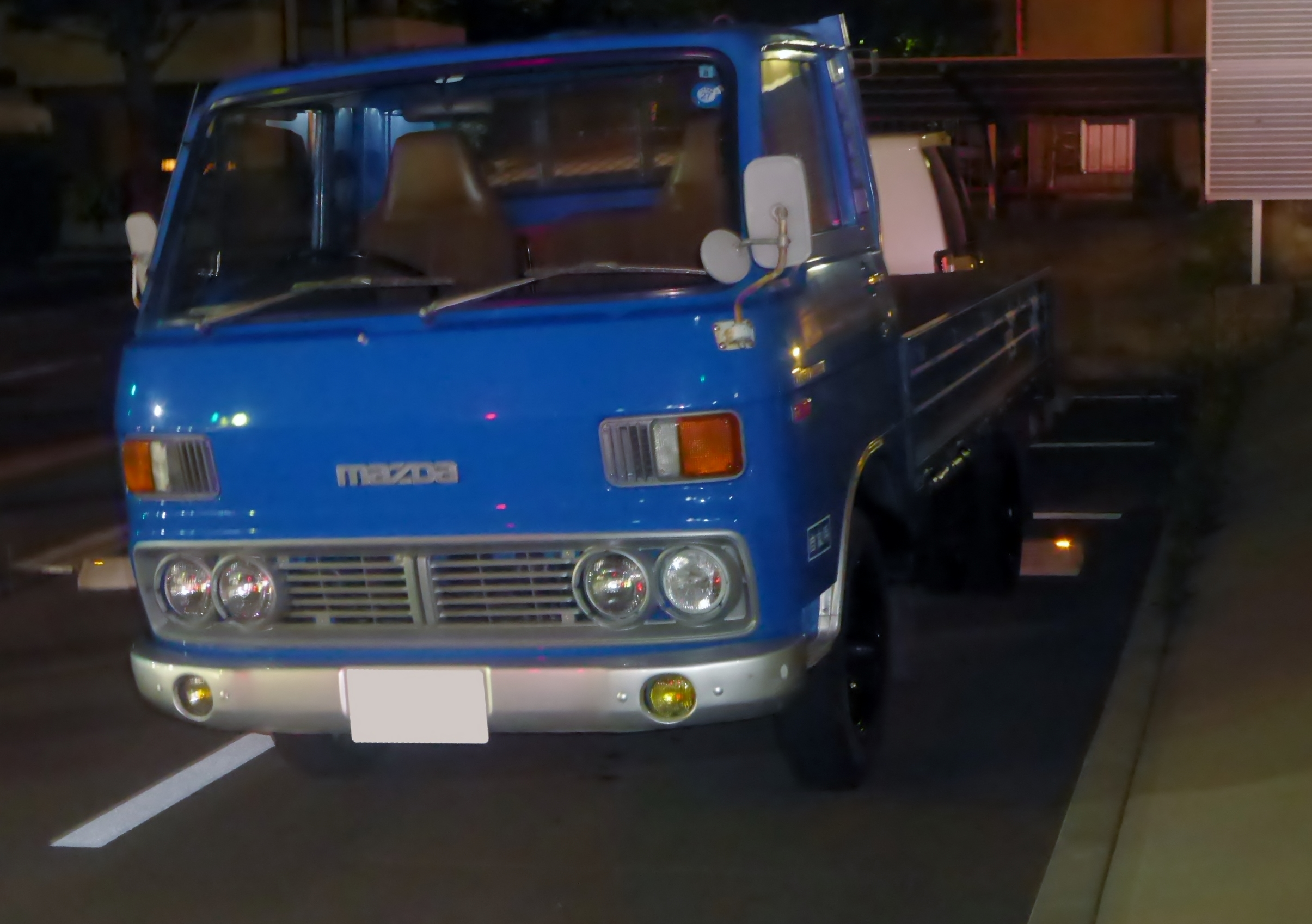
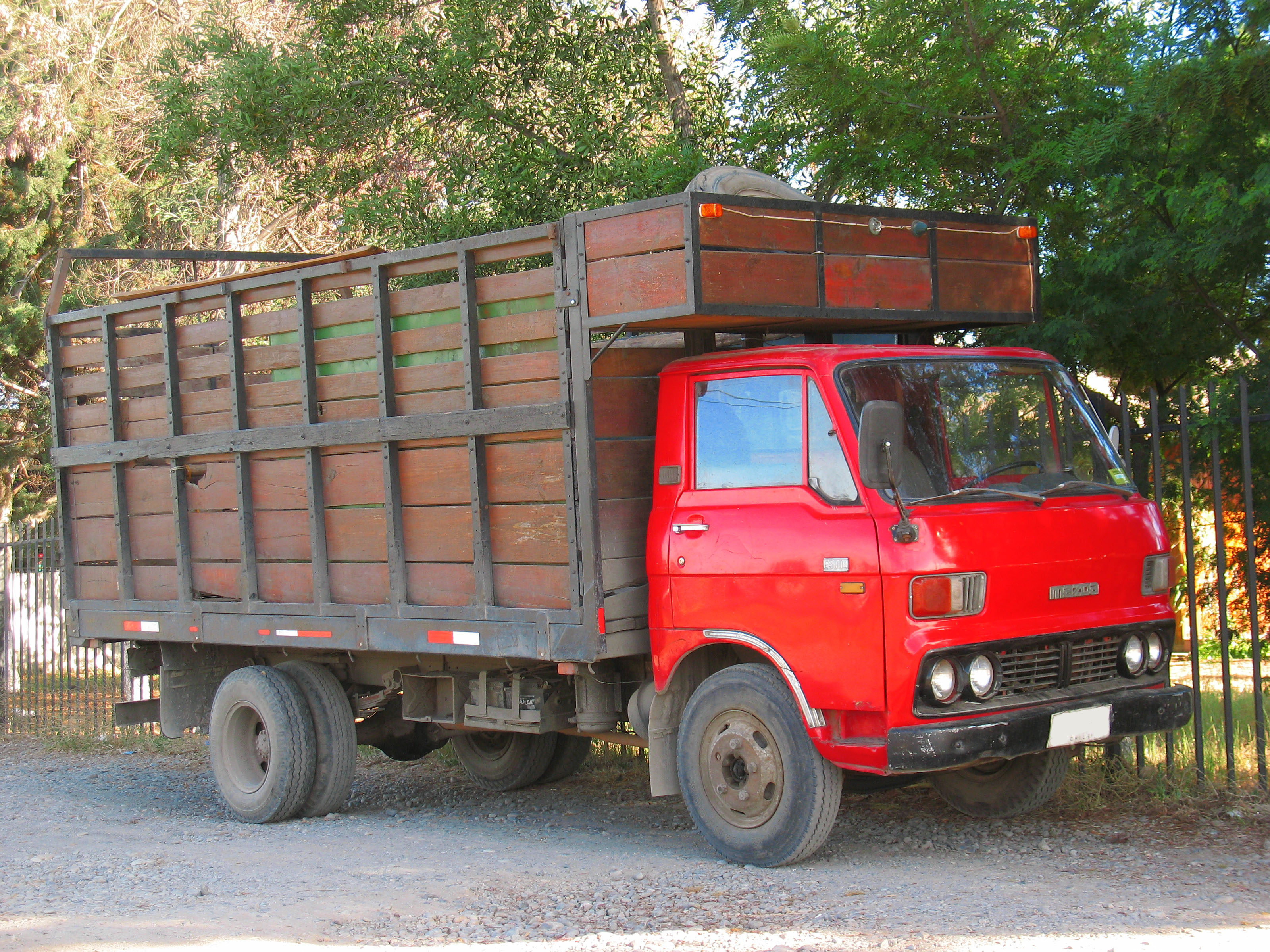
攝於智利
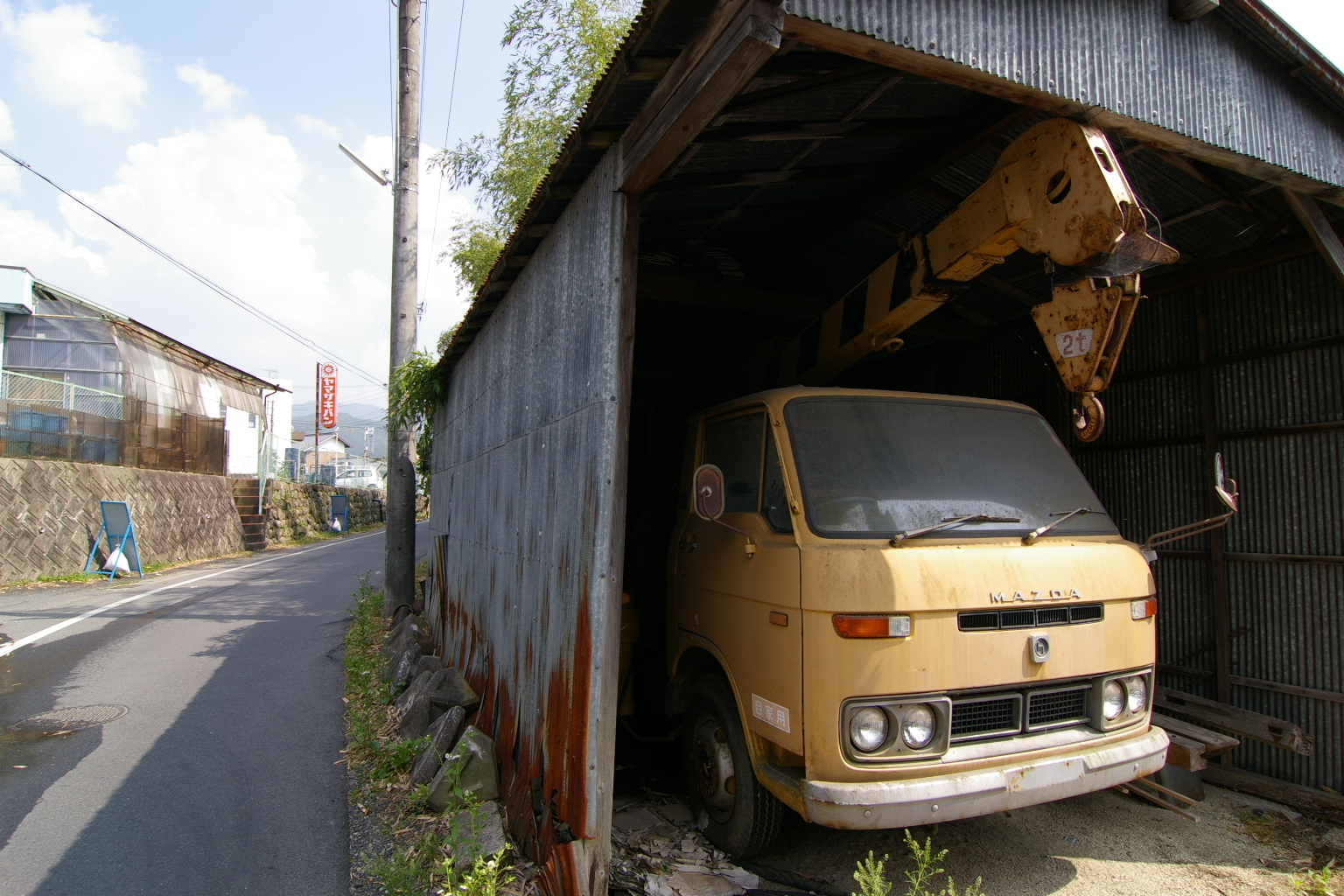
前期型車頭

### 第二代（1980年-1989年）
1980年推出大改款的第二代Titan，動力來源區分成2.5L直列四缸XA型（外銷版稱T2500）與4.1L V型六缸ZB型（外銷版稱T4100）兩種柴油引擎，且變速系統設置了原廠稱為「2 way shift」（（日語）2ウェイシフト）的副變速箱。除了1984年外，1987年再次小改款，將原本的四顆圓形頭燈改為方形。
此外，從這一代Titan開始，馬自達為美國福特汽車代工生產名為「福特Trader」的雙生車款；而起亞汽車也曾在馬自達的授權下以第二代Titan為基礎，在韓國境內生產銷售名為「Trade」的小型卡車。

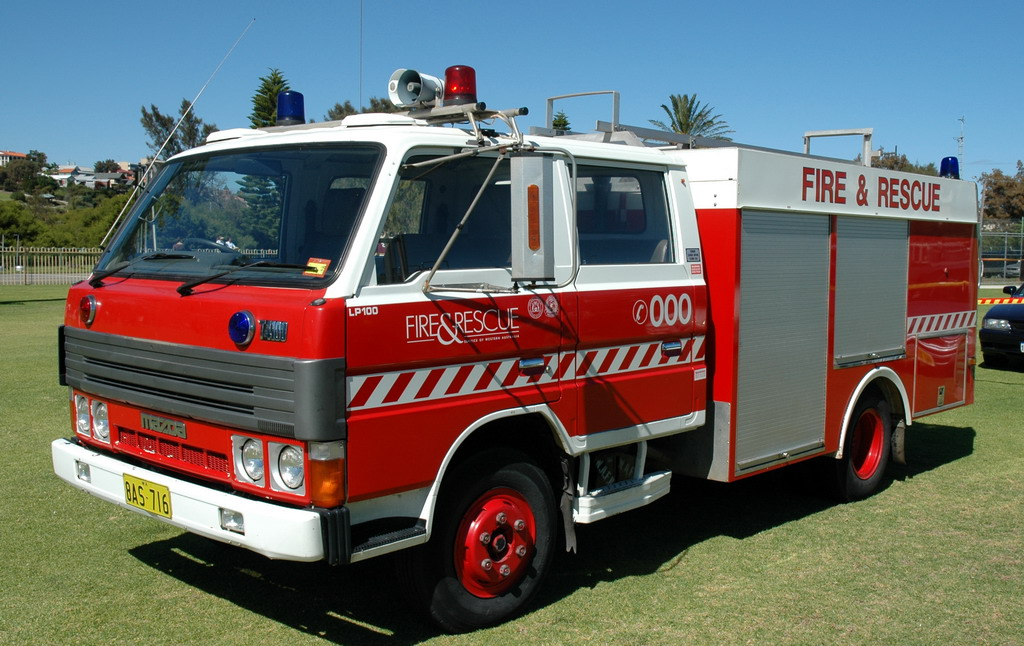
澳洲的消防車
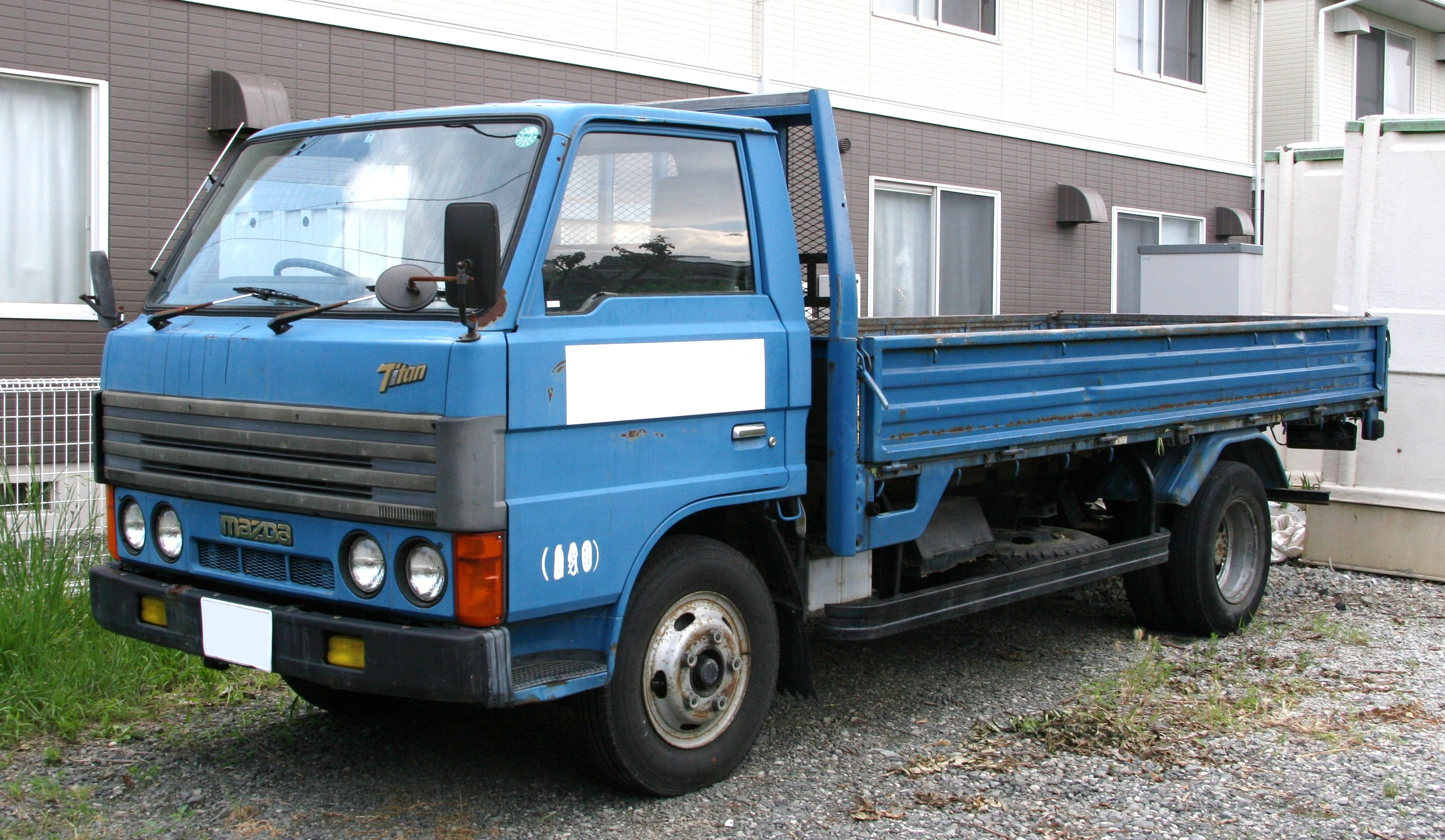
中期型
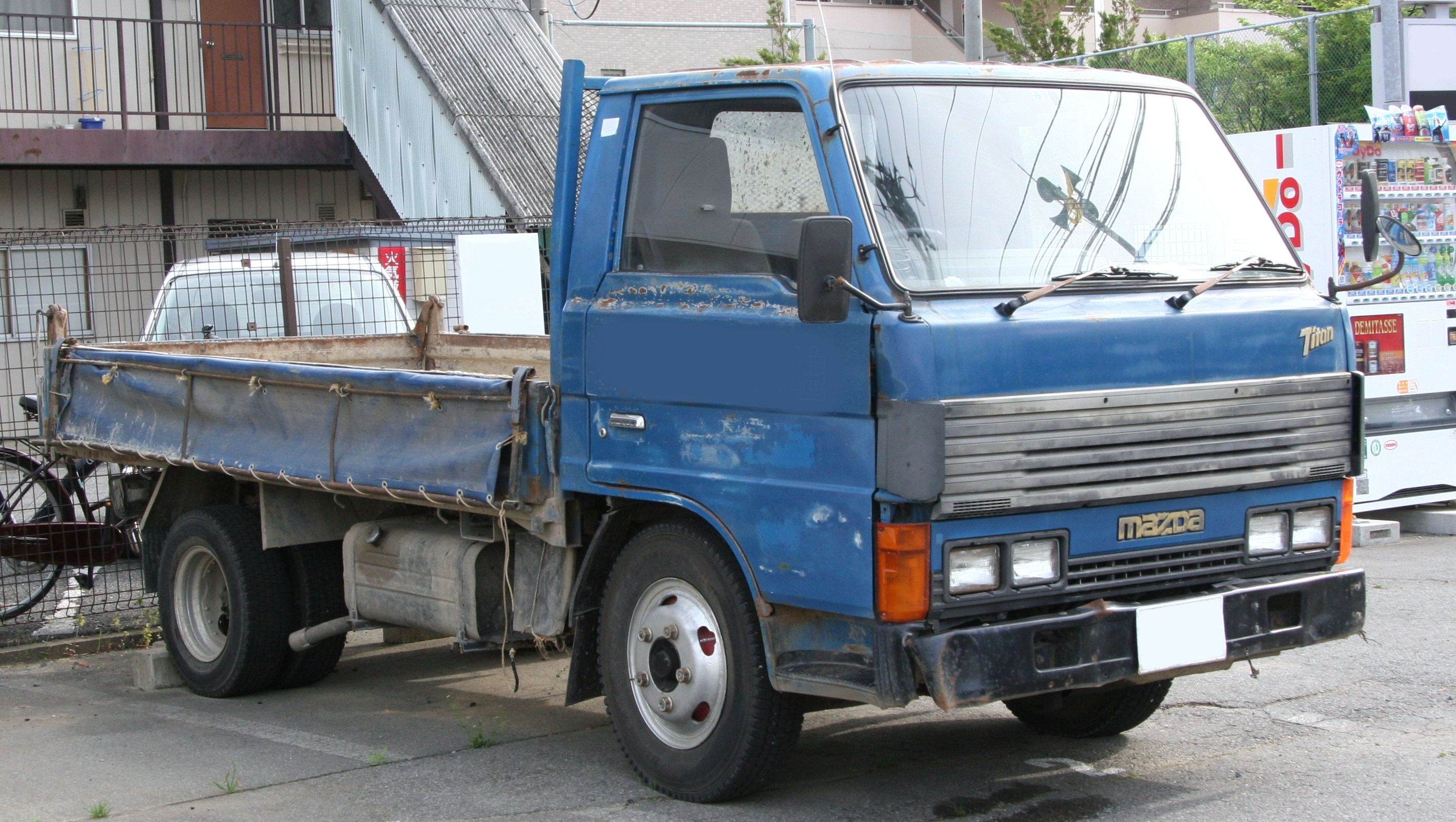
後期型

### 第三代（1989年-2000年）
1989年5月大改款的第三代正式推出，載貨量可選擇從1至4噸不等，動力來源可分為3.5L SL型（外銷版稱作馬自達T3500）和4.0L缸內直噴TF型（外銷版稱作馬自達T4000）柴油引擎兩種。除1992年外，1995年第二度小改款，加大車頭的MAZDA廠徽銘牌，且大馬力的車型改搭載4.3L和4.6L TM型引擎，而全車系的載貨車斗採用耐侯性較佳的鋼板製成。

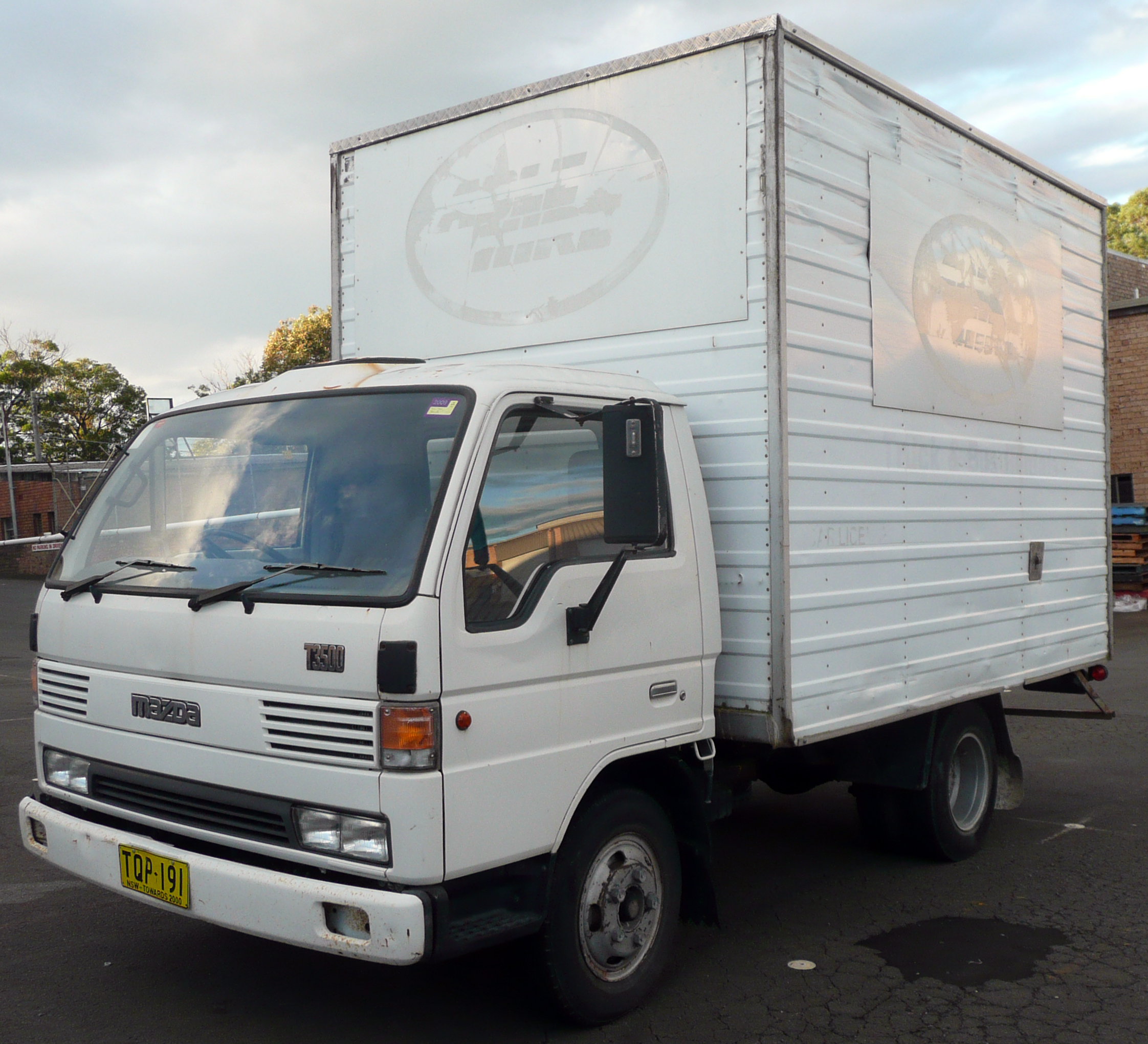
II型（1992年-1995年）
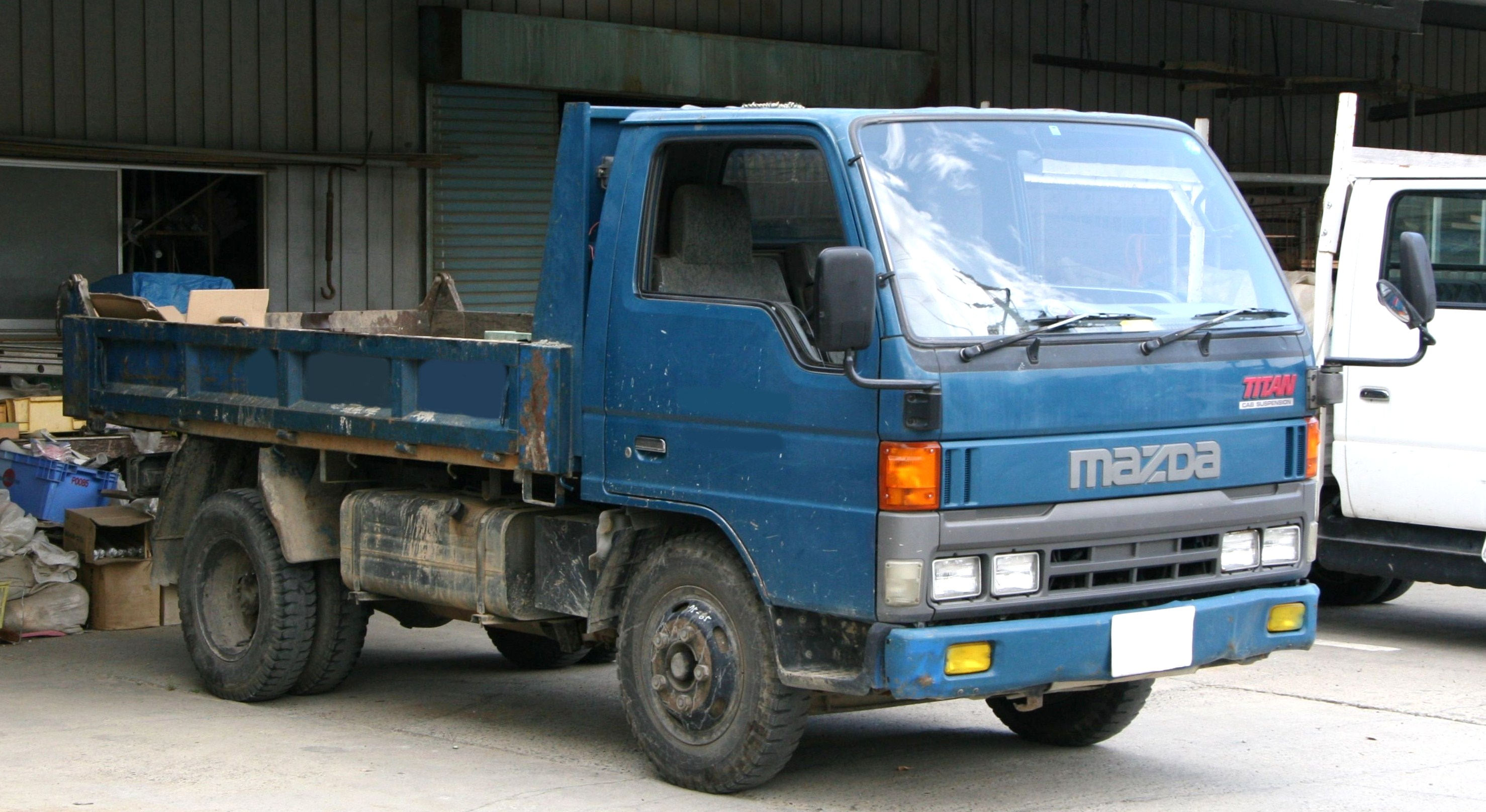
III型（1995年-1997年10月）
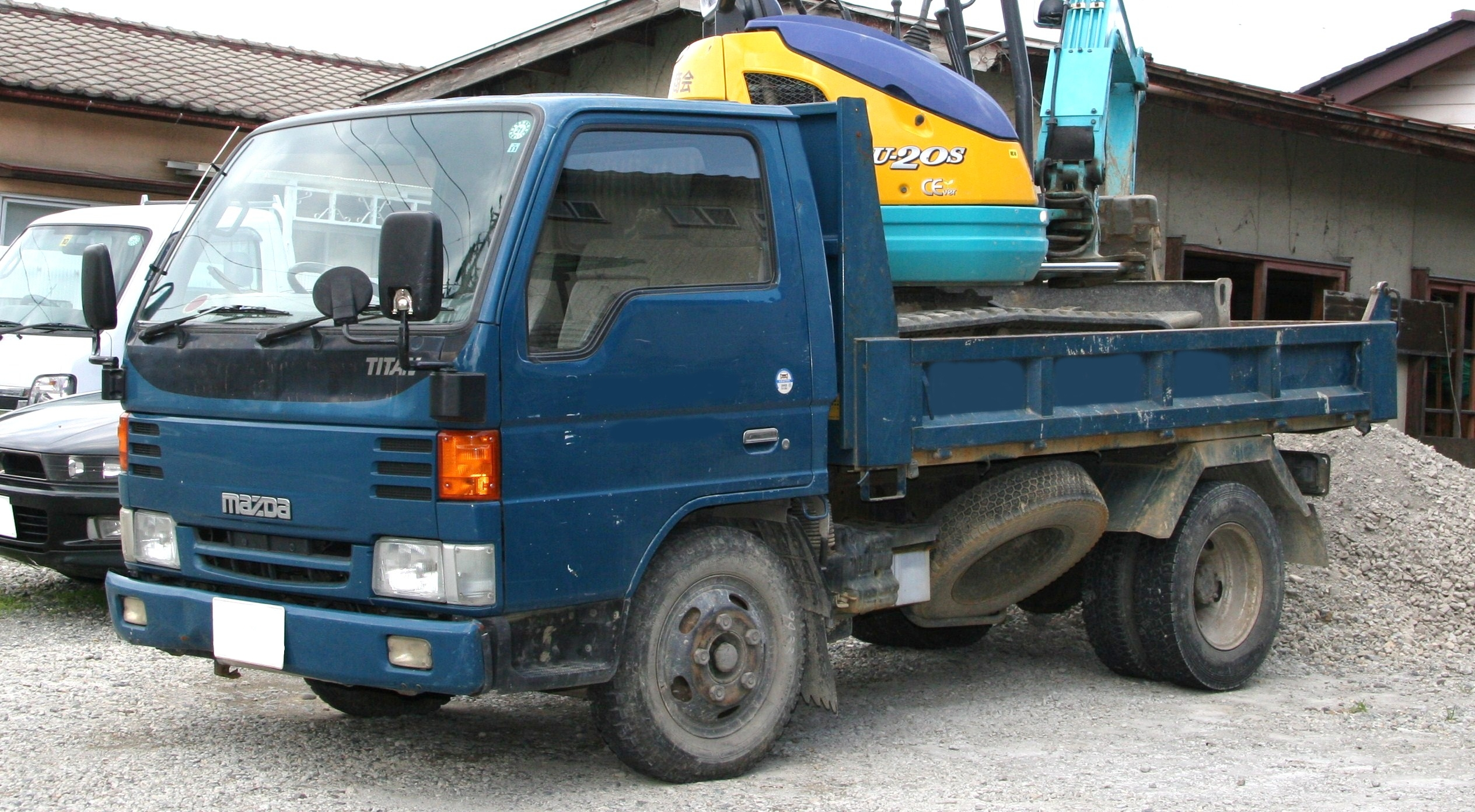
IV型（1997年10月-2000年5月）

### 第四代（2000年-2004年）
2000年 - 5月25日發表大改款的第四代Titan，動力來源區分成3.0L渦流室式柴油引擎（swirl chamber type diesel engine）、4.0L TF型、4.3L 4HF1型、4.6L 4HG1型缸內直噴柴油引擎等，載貨荷重則從1噸至4.25噸不等。煞車系統經過強化設計，容積3.5至4.25噸、寬車廂車型的後煞車系統採獨立油壓單元，以提升其制動性能。除了駕駛座配有安全氣囊外，助手席SRS安全氣囊也在標準車廂、車體型中列為標準配備，客戶訂製的特殊車型則為選購。1.5至2噸載重量的車型裡，前懸吊採用雙A臂懸吊系統，前下穩定拉桿則具有高剛性，且轉向系統為齒條與小齒輪式轉向（rack and pinion steering）。同年11月追加CNG車型，利用壓縮天然氣（compressed natural gas）作為燃料來源，兼具環保意識。
不過此代車款銷售至2004年5月為止，馬自達決定不再自行生產，委由專門生產商用車的五十鈴汽車代工，以其Elf車款變更廠徽銘牌或內裝外觀來發售。

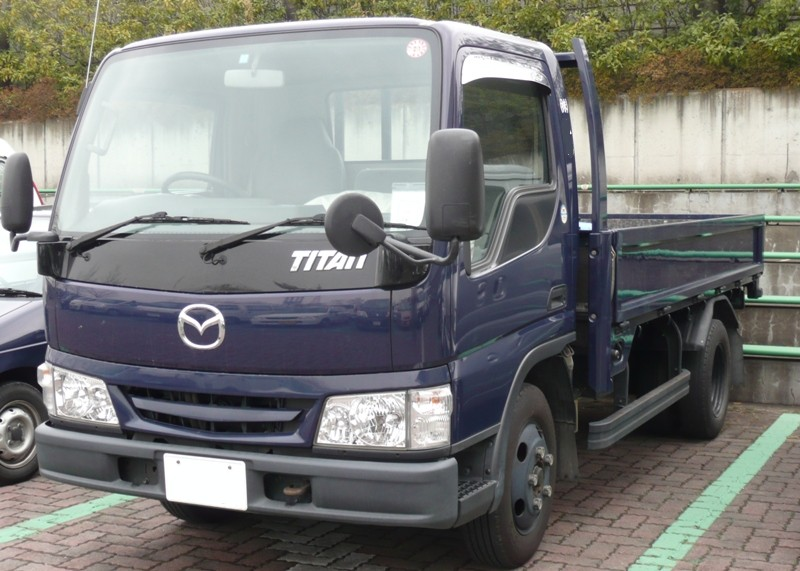
車頭

#### Titan Dash（2000年-2010年）
Titan Dash（タイタン ダッシュ）於2000年10月25日正式發售，用以接替Bongo Brawny Truck車型的位置。該款車的車體與主要元件和Titan相同，不過載貨量限定為1至1.5噸，屬於小型卡車。載貨車斗分成全木製、木頭加鋼鐵製及全鋼製三種，全木製車斗床面長3,120mm、寬1,620mm、高380mm。驅動方式可分成標準型車體的二輪驅動及加長型的四輪驅動，其中二輪驅動型更可選購雙車廂式。動力來源除了2.0L汽油引擎（最大馬力100ps / 5,000rpm、最大扭力155N･m / 2,500rpm）及2.0L 馬自達柴油引擎#RF型柴油引擎附柴油碳微粒濾清器（最大馬力88ps / 4,000rpm、最大扭力169N･m / 1,700rpm）外，也有LPG油氣雙燃料（liquefied petroleum gas）引擎（最大馬力80ps / 5,000rpm、最大扭力147N･m / 2,500rpm）可供選擇。前輪懸吊系統為A臂式懸吊，後輪則為板葉彈簧式（leaf spring）。
2004年6月第五代大改款的Titan委託五十鈴汽車代為生產，而Titan Dash則委由位於神奈川縣川崎市的Press工業公司代工。2005年11月1日進行小改款，追加遠近手動可調式頭燈；該款車一直持續至2010年8月才正式停產。

### 第五代（2004年-2007年）
基礎車款第五代五十鈴Elf在2004年5月發表後，第五代的Titan也緊接著在6月推出。新開發的4.8L 4HL1型渦輪增壓柴油引擎裝有DPF柴油碳微粒濾清器（diesel particulate filter），符合日本國土交通省的柴油引擎車廢氣排放標準。此外，該款車配備了原廠稱為「Smoother E」的手排變速系統，駕駛者不必踩離合器便能換檔，增加行駛的舒適性。

#### 安全性召回
2009年3月6日馬自達針對2005年11月至2008年12月間出廠的第五代Titan舉行安全性召回。問題出在前懸吊系統的下控制臂（lower arm）和球接頭（lower arm ball joint）之間連結的螺絲，因製造工序不適當，導致螺絲的固定力不足。若持續行駛使用可能造成螺絲鬆脫，發生行車上的安全問題。為此問題，馬自達共召回了日本境內共12,233輛Titan。

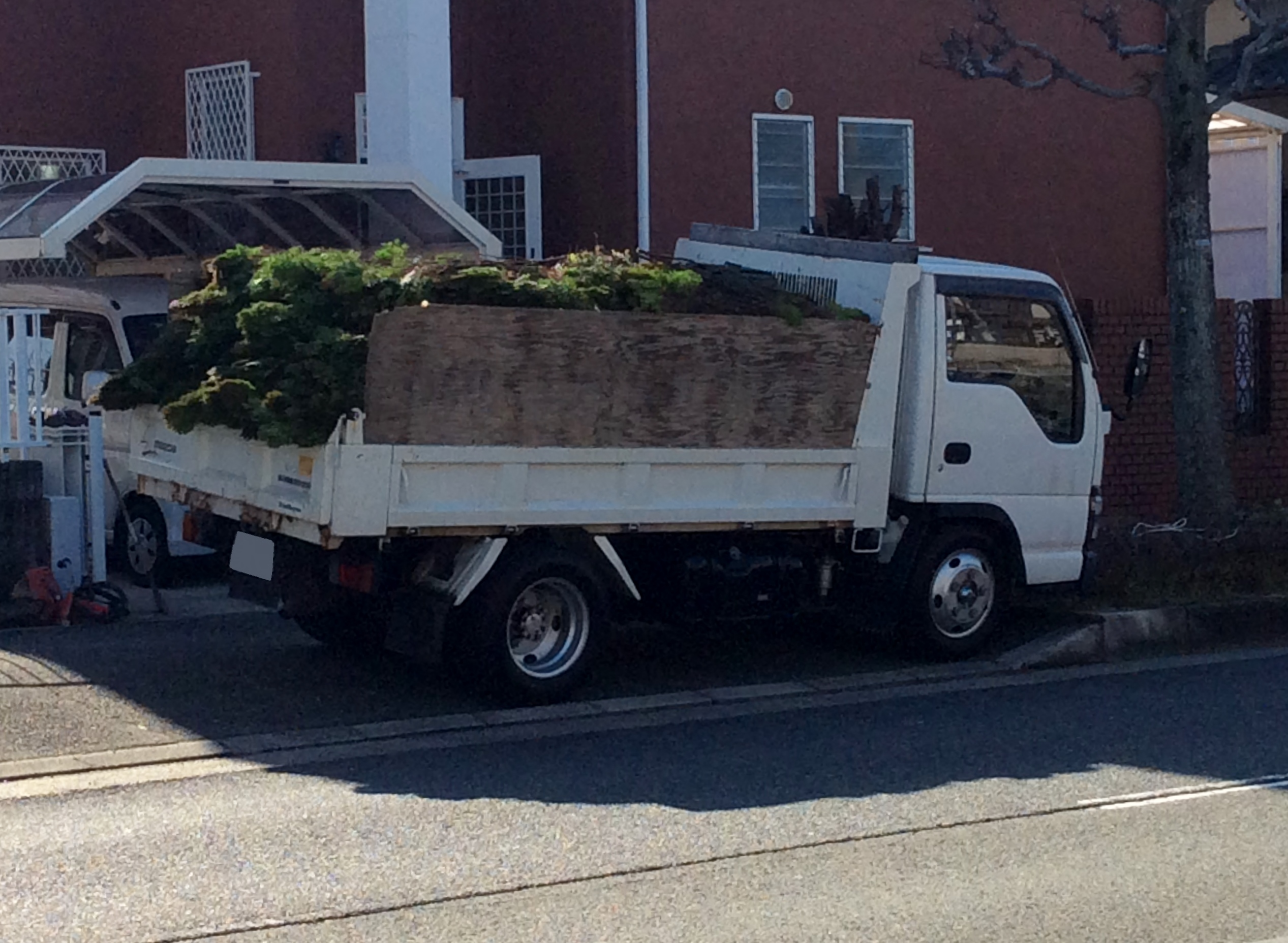
車尾

### 第六代（2007年-2022年）
2007年 - 1月10日正式發表，該款車以2006年新改款的第六代五十鈴Elf為基礎衍生而來，配備新開發的3.0L 4JJ1型和5.2L 4HK1-TCN型渦輪增壓共軌柴油引擎，車廂分成三人座的標準型與六人座的雙車廂。除了雙踏板手排變速系統（原廠稱作Smoother Auto-Shift），更配備了同級車首創的怠速熄火系統（Idling Stop & Start System），可在停車時使引擎進入停機狀態，待入檔起步再自行點火，大幅減少油耗。
全車系提供3至8噸不等的荷重量，另外依據各行業相異的屬性，原廠也接受特殊車輛訂製，譬如砂石車、拖吊車、冷凍貨車、消防車、車輛運送車等。考量到司機師傅時常必須暫時離開貨車送貨，晶片防盜系統也被納入標準配備中。
2011年 - 6月16日進行部份改良，全車系改以一具新開發之3.0L 4JJ1型柴油引擎，搭配二段式渦輪增壓系統，使得最大馬力輸出150ps、最大扭力375N·m。該具引擎採高壓共軌噴射系統，且安裝EGR廢氣再循環裝置（exhaust gas recirculation）、排氣管燃油噴射系統、柴油碳微粒擴散器（diesel particulate diffuser，縮寫成DPD），以符合日本最新的車輛廢氣排放標準。此外，由於取消尿素水溶液選擇性催化還原系統（aqueous urea selective catalytic reduction），車輛不必裝置尿素水溶液筒，車體結構與負載能力更有彈性。
2012年 - 5月24日發表部份改良，除取得「平成21年度（2009年）廢氣排放標準減低10%水準」的認定外，也在車尾加裝保護裝置，防止其他車輛自後方追撞時被捲入車底。
2014年 - 11月28日發表小改款，改換3.0L直列四缸DOHC 16V高壓共軌燃油直噴式4JJ1型渦輪增壓柴油引擎。平板車和廂式底盤車將「ecostop」怠速熄火系統列為標準配備，此系統以離合器踩下或放開作為啟閉。柴油手排車款追加「ECONO Mode」功能，可根據載重和道路狀況自動控制馬力和加速。動力轉向泵改採可變容量，變速箱也改為6速，以提高油耗表現。外觀方面換上新的進氣壩，座椅造型也有改變。

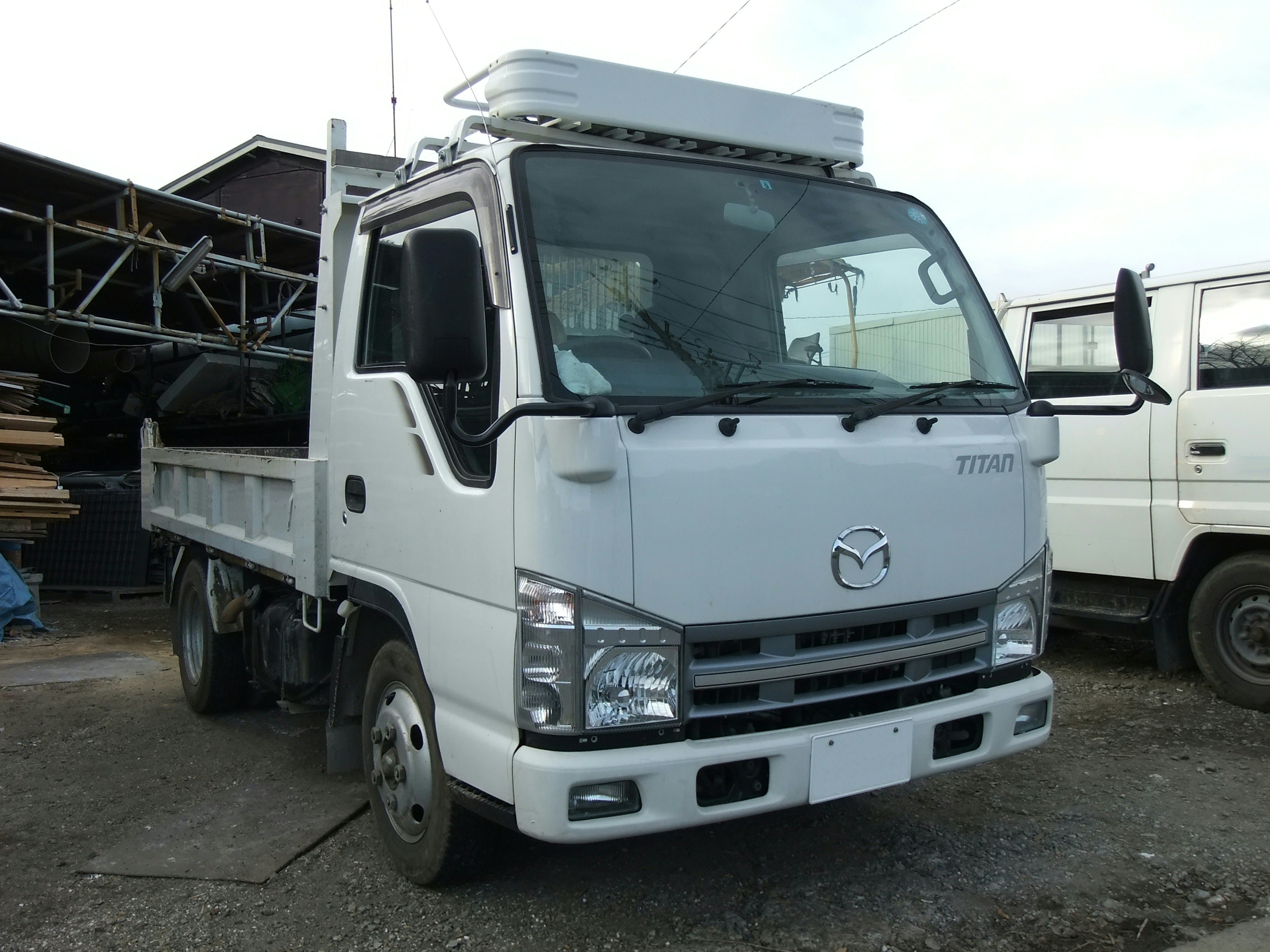
附車斗的第六代Titan
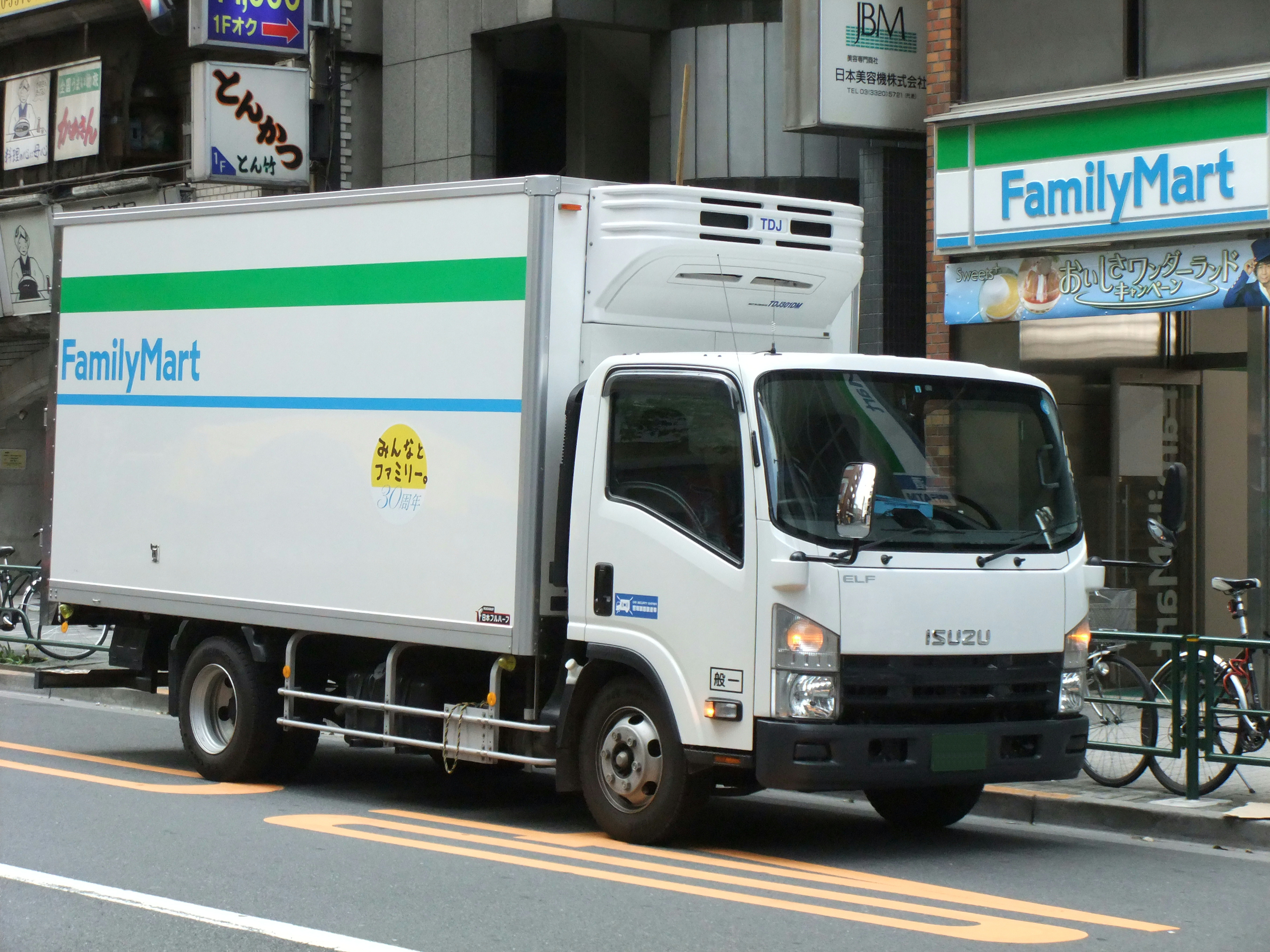
兄弟車五十鈴Elf

## 外部連結
- 【MAZDA】四輪貨車篇：從Romper到BT-50
- （日語）日本官方網站 （页面存档备份，存于）